# Gliese 82
Gliese 82 is een vlamster van het type M4Ve, gelegen in het sterrenbeeld Cassiopeia op 42,75 lichtjaar van de Zon. De ster heeft een relatieve snelheid ten opzichte van de zon van 23,9 km/s.